# Mallerenga cuallarga gorjablanca
La mallerenga cuallarga gorjablanca (Aegithalos niveogularis) és una espècie d'ocell de la família dels egitàlids (Aegithalidae). Habita el bosc i matoll alpí de l'Himàlaia, al nord del Pakistan i nord-oest de l'Índia. El seu estat de conservació es considera de risc mínim.